# Frattaminore
Frattaminore es un municipio italiano localizado en la ciudad metropolitana de Nápoles, región de Campania. Cuenta con 16.258 habitantes en 1,99 km².
Limita con Crispano y Frattamaggiore, en la ciudad metropolitana de Nápoles, y con Orta di Atella y Sant'Arpino, en la provincia de Caserta.

## Evolución demográfica
| Gráfica de evolución demográfica de Frattaminore entre 1861 y 2011 |
|                                                                    |
| Fuente ISTAT - elaboración gráfica de Wikipedia                    |